# Mathilde Andraud
Mathilde Andraud, née le 28 avril 1989 à Montpellier est une athlète française, spécialiste du lancer de javelot, actuelle détentrice du record de France avec 63,54 m,.

## Biographie
Championne de France junior en 2008, puis espoir en 2011, Mathilde Andraud remporte cinq titres de championne de France élite du lancer du javelot, respectivement en 2012, 2013, 2014, 2015 et 2016.
Elle établit un record personnel le 18 juillet 2014 au Meeting Herculis, 10e étape de Ligue de diamant 2014 à Monaco avec un jet à 59,80 m, mais n'atteint pas le minimum fixé (60 m) pour participer aux Championnats d'Europe de Zurich. 
En juillet 2015, elle dépasse pour la première fois la ligne symbolique des 60 mètres avec deux jets, respectivement à 60,60 m et 60,44 m au Meeting International d'Athlétisme de Bellinzone en Suisse. Elle ne se qualifie pas pour les Championnats du monde de Pékin pour 40 centimètres (minimum fixé à 61 mètres).
En février 2016, elle confirme son état de forme dès l'hiver en réalisant un nouveau record personnel à 61,72 m aux championnats de France des lancers longs hivernaux à Toulouse. 
Le 21 mai 2016, à Halle, dès son 1er essai, Mathilde Andraud établit un nouveau record de France du javelot avec un lancer à 63,54 m et se qualifie ainsi pour les Championnats d'Europe d'Amsterdam et les Jeux olympiques de Rio. Elle améliore de 1,01 m la précédente marque détenue par Sarah Walter depuis 2003 et établit par ailleurs la 5e meilleure performance mondiale de l'année.  
Aux Jeux Olympiques de Rio, elle ne passe pas le stade des qualifications, ne faisant pas mieux que 56,61 m.
En fin de saison, elle quitte Saint-Raphaël et son entraîneur, depuis 2013, Magali Brisseault. Elle retourne à Montpellier avec Jean-Yves Cochand (référent national des épreuves combinées et entraineur de Romain Barras). Elle s'entraine 6 mois par an à Offenbourg en Allemagne, d’abord aux côtés de Werner Daniels (entraineur formateur de la légende allemande Christina Obergföll), puis avec Boris Obergföll (entraineur de Johannes Vetter). 
Le 25 mai 2020, aux termes d’un handicap par de nombreuses blessures (tendon d'Achille et épaule), Mathilde Andraud annonce mettre un terme à sa carrière pour se consacrer pleinement à son métier de kinésithérapeute,.

## Palmarès

### International - Élite
| Date | Compétition                                          | Lieu           | Résultat | Marque  |
| ---- | ---------------------------------------------------- | -------------- | -------- | ------- |
| 2010 | Championnats d'Europe par équipes                    | Bergen         | 10e      | 48,54 m |
| 2014 | Meeting Herculis - Diamond League                    | Monaco         | 6e       | 59,80 m |
| 2015 | Coupe d'Europe des lancers                           | Leiria         | 5e       | 58,75 m |
| 2015 | Championnats d'Europe par équipes                    | Tcheboksary    | 11e      | 52,93 m |
| 2015 | Meeting International d'Athlétisme Gala Dei Castelli | Bellinzona     | 2e       | 60,60 m |
| 2016 | Coupe d'Europe hivernale des lancers                 | Arad           | 4e       | 58,91 m |
| 2016 | Chammpionnats d'Europe d'Athlétisme                  | Amsterdam      | 20e      | 55,28 m |
| 2016 | Jeux Olympiques Rio de Janeiro 2016                  | Rio de Janeiro | 24e      | 56,61 m |
| 2017 | Coupe d'Europe hivernale des lancers                 | Grande Canarie | 10e      | 53,17 m |

### National -Championnats de France d'athlétismeÉlite
| Année | Date          | Stade                   | Lieu              | Résultat | Marque  |
| ----- | ------------- | ----------------------- | ----------------- | -------- | ------- |
| 2012  | 15-17 juin    | Stade du Lac du Maine   | Angers            | 1re      | 56,34 m |
| 2013  | 12-14 juillet | Stade Charléty          | Paris             | 1re      | 56,02 m |
| 2014  | 11-13 juillet | Stade Georges-Hébert    | Reims             | 1re      | 58,25 m |
| 2015  | 10-12 juillet | Stadium Lille Métropole | Villeneuve-d'Ascq | 1re      | 59,05 m |
| 2016  | 24-26 juin    | Stade du Lac du Maine   | Angers            | 1re      | 54,05 m |
| 2017  | 14-16 juillet | Stade Pierre-Delort     | Marseille         | 2e       | 53,82 m |
| 2018  | 06-08 juillet | Stadium municipal       | Albi              | 3e       | 53,74 m |

### Liste des jets à plus de 60 mètres
| Année | Date       | Lieu              | Compétition                             | Résultat |
| ----- | ---------- | ----------------- | --------------------------------------- | -------- |
| 2015  | 21 juillet | Bellinzona        | Meeting International d'Athlétisme      | 60,60 m  |
| 2015  | 21 juillet | Bellinzona        | Meeting International d'Athlétisme      | 60,44 m  |
| 2015  | 11 octobre | Salon de Provence | Coupe de France                         | 60,67 m  |
| 2016  | 27 février | Toulouse          | Championnats nationaux de lancers longs | 61,72 m  |
| 2016  | 27 février | Toulouse          | Championnats nationaux de lancers longs | 61,44 m  |
| 2016  | 21 mai     | Halle             | Meeting des lancers                     | 63,54 m  |

| Date        | Lieu  | Épreuve           | Compétition         | Performance  |
| ----------- | ----- | ----------------- | ------------------- | ------------ |
| 21 mai 2016 | Halle | Lancer du javelot | Meeting des lancers | 63,54 m (NR) |